# Lo 100
Die Lo 100 „Zwergreiher“ ist ein Segelkunstflugzeug in Holzbauweise. Der Entwurf von Alfred Vogt war die erste voll kunstflugtaugliche Neukonstruktion nach dem Zweiten Weltkrieg in Deutschland. Ende der 1950er Jahre wurden die Lizenzbaurechte vom „Burgfalke Flugzeugbau“ in Burglengenfeld erworben.

## Geschichte
Die Lo 100 geht zurück auf den von Vogt 1935 entwickelten Kleinsegler (Spannweite 10,50 m) Lo 105, der erst 1943 eingeflogen und erprobt werden konnte. Als Weiterentwicklung der Lo 105 wurde 1952 in 3½ Monaten die Lo 100 konstruiert und gebaut. Der Erstflug des Prototyps erfolgte beim Segelfliegertreffen auf dem Klippeneck im gleichen Jahr. Anschließend wurde die Lo 100 einer Abschlusserprobung in Kufstein unterzogen. Die 1953 hieraus entwickelte Lo 150 besitzt einen zweiteiligen Tragflügel mit 15 m Spannweite.

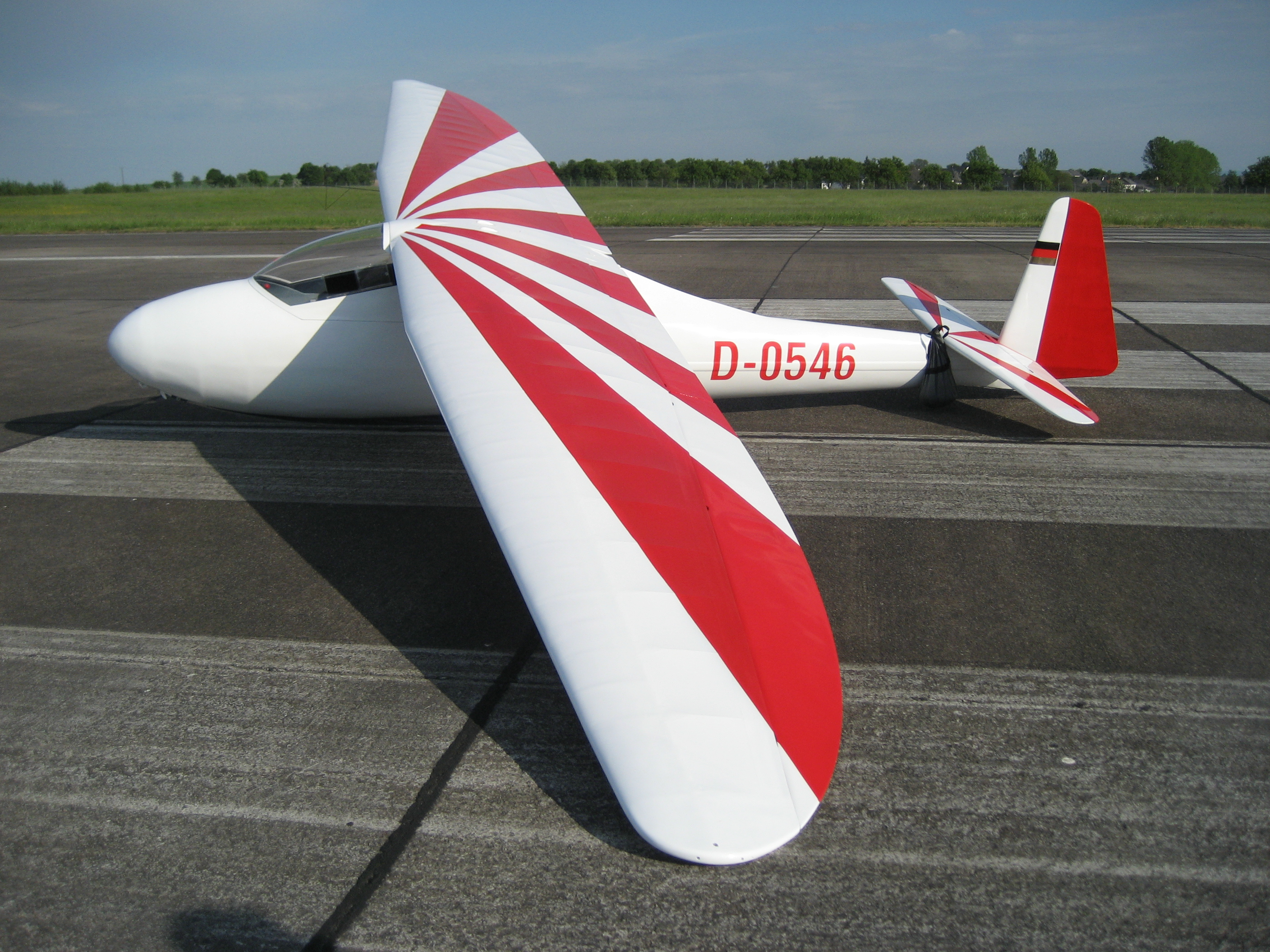
Lo 100, D-0546, Kunstflugwoche Bitburg 2007

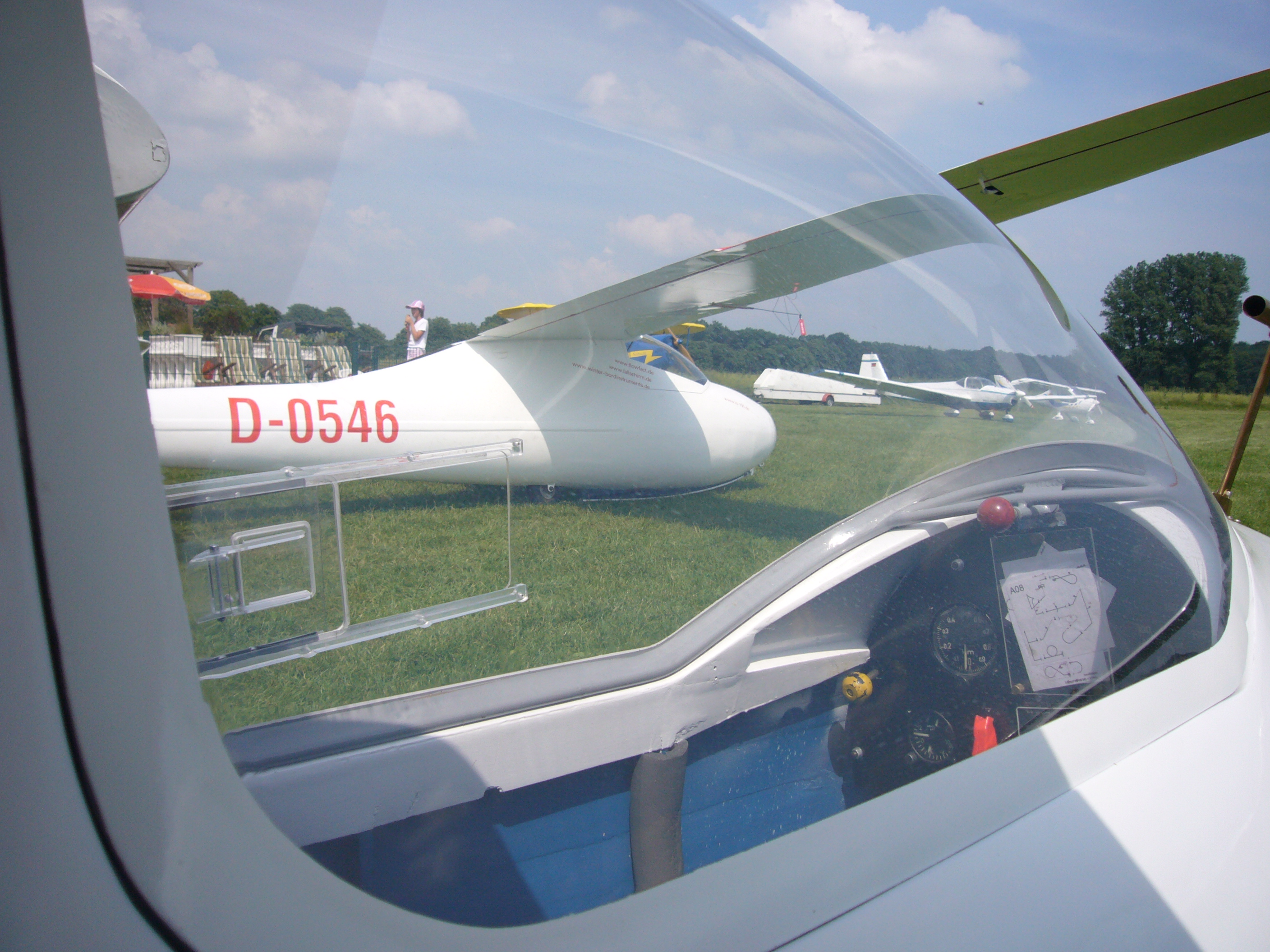
Lo 100, D-0546, Kamen-Heeren

Kunstflugteam Franken über dem Flugplatz Hetzleser Berg

Die Bezeichnung Lo wählte Vogt zu Ehren seines Bruders Lothar, mit dem er die Lo 105 entwickelt hatte. Lothar verstarb im September 1938 an den Folgen einer im Winter bei Segelflügen zugezogenen Lungenentzündung.

## Konstruktion

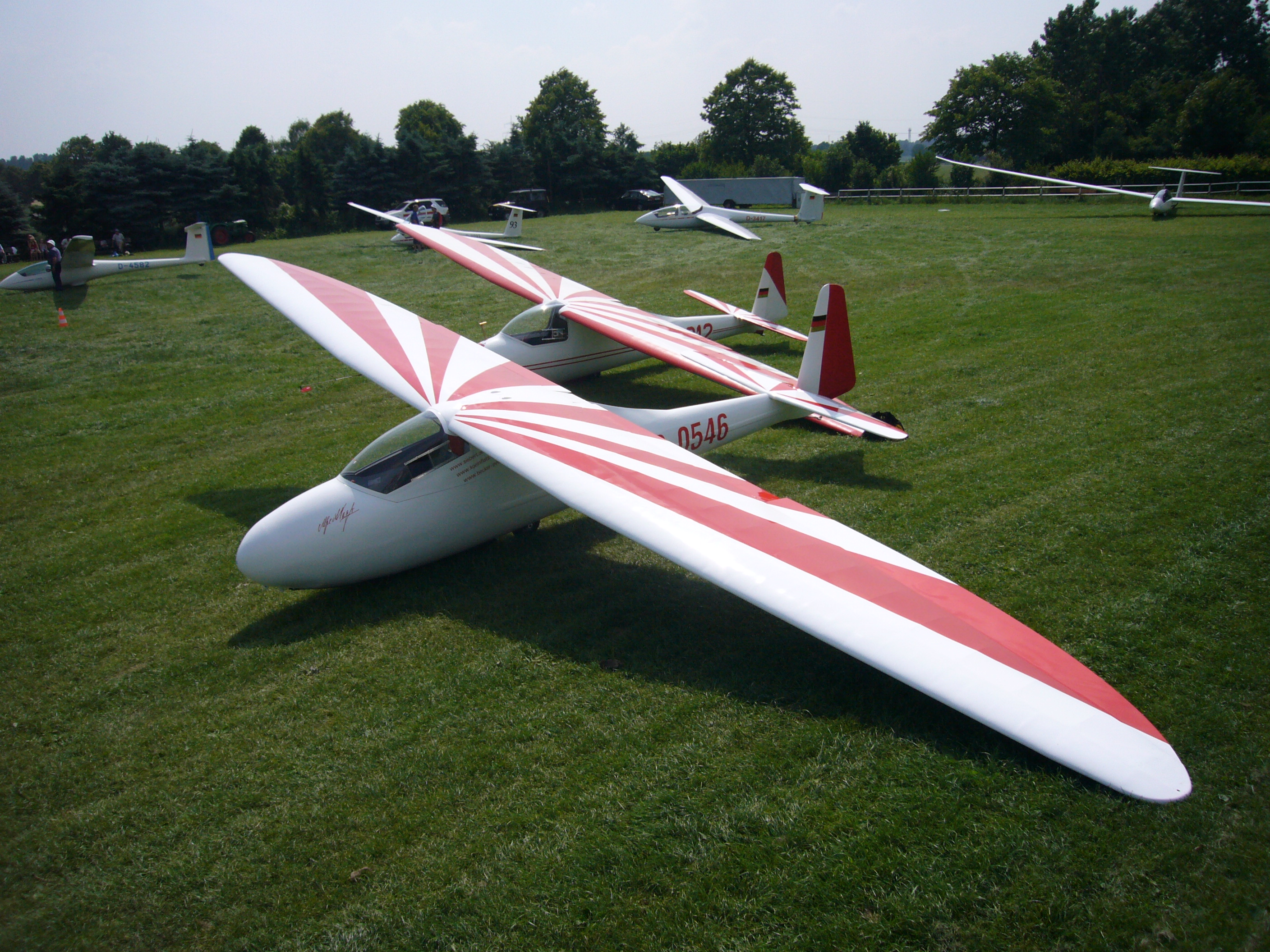
Lo 100, D-0546 und D-6212 in Kamen-Heeren

Die Lo 100 ist ein einsitziger freitragender Hochdecker in Ganzholzbauweise. Um den Belastungen des Kunstflugs gerecht zu werden, erhielt der einteilige Tragflügel einen durchgehenden Hauptholm aus Buchenschichtholz (TBu 20) und eine sperrholzbeplankte Torsionsnase. Die Wölbklappen können als Landehilfe bis 45° ausgefahren werden. Beim Landeanflug muss das Flugzeug im Seitengleitflug (Slip) an den Boden herangeführt werden, da es keine Störklappen besitzt.
Der Rumpf ist in Holzschalenbauweise mit ovalem Querschnitt ausgeführt und besitzt eine Bug- und Seitenwandkupplung für den Start im Flugzeugschlepp oder an der Winde. Das freitragende Normalleitwerk ist ebenfalls in Holzbauweise konstruiert. Die Tragfläche ist vor dem Holm sperrholzbeplankt, dahinter stoffbespannt. Das Fahrwerk besteht aus einem verdeckten Einzelrad mit einer Zentralkufe. Es zeigte sich bald, dass der Rumpf der Lo 100 den wachsenden Belastungen im Segelkunstflug nicht mehr gewachsen war. Deshalb wurden nachträglich die zusätzlichen Verstärkungsstreifen außen am Hinterrumpf aufgeleimt. Die Musterbetreuung übernahm die Eichelsdörfer GmbH in Bamberg.

## Technische Daten
| Kenngröße                   | Daten                 |
| --------------------------- | --------------------- |
| Spannweite                  | 10,00 m               |
| max. Flächenbelastung       | 23,8 daN/m² (kg/m²)   |
| Flügelfläche                | 10,90 m²              |
| Streckung                   | 9,17                  |
| V- und Pfeilform            | 0°                    |
| Profil                      | Clark-Y, Dicke 11,7 % |
| Höhe über alles             | 1,38 m                |
| Länge                       | 6,21 m                |
| Höchstgeschwindigkeit       | 290 km/h              |
| Überziehgeschwindigkeit     | 40–50 km/h            |
| Rüstmasse                   | 160 kg                |
| max. Startmasse             | 265 kg                |
| max. Startmasse (Kunstflug) | 245 kg                |
| Geringstes Sinken           | 0,80 m/s bei 72 km/h  |
| Bestes Gleiten              | ca. 25 bei 85 km/h    |